# Парламентська асамблея франкомовних країн
Парламентська асамблея франкомовних країн (фр. Assemblée parlementaire de la francophonie, APF) – консультативний орган Міжнародної організації франкомовних країн (фр. Organisation internationale de la Francophonie, OIF).

## Штаб-квартира
Штаб-квартира Парламентської асамблеї франкомовних країн, що іменувалася раніше «Міжнародна асамблея парламентарів франкомовних парламентарів», знаходиться в Парижі.

## Дата заснування
У травні 1967 в Люксембурзі відбулася установча асамблея Міжнародної асоціації парламентарів франкомовних країн. На той час вона об'єднувала делегатів 23 парламентів країн Африки, Америки, Азії, Європи і Океанії. 
Парламентська асамблея франкомовних країн – єдина міжпарламентська організація франкомовних країн, визнана Хартією франкомовних країн.

## Цілі
Парламентська асамблея франкомовних країн – є форумом для обговорень, висунення пропозицій та обміну інформацією з усіх питань, що становлять взаємний інтерес для її членів. Вона бере участь в інституційному житті франкомовних країн, формулюючи висновки і рекомендації на адресу конференції на рівні міністрів франкомовних країн і Міжнародної організації франкомовних країн, глав держав і урядів країн, що використовують французьку мову. Вона виступає перед главами держав в ході зустрічей на вищому рівні франкомовних країн. Вона ініціює і здійснює заходи в областях міжпарламентського співробітництва та розвитку демократії. Її діяльність спрямована на зміцнення солідарності між парламентськими установами і на розвиток демократії та правової держави, зокрема в рамках франко-мовний спільноти. 
Парламентська асамблея франкомовних країн проводить важливу аналітичну роботу з таких тем, як політичні права і свободи, парламенти і комунікація, економічний простір франкомовних країн і децентралізоване співробітництво, а також освіти, перешкод на шляху поширення знань у франкомовних країнах, ролі французької мови в міжнародній співпраці. Асамблея формулює свої рекомендації на основі доповідей, підготовлених її комісіями. 

## Членство
Парламентська асамблея франкомовних країн об'єднує 73 парламенти та асамблеї країн Африки, Північної та Південної Америки, Близького Сходу, Азії та Океанії.
В роботі Парламентської асамблеї франкомовних країн беруть участь представники парламентів та організацій франкомовних країн у складі: 
- 52 постійних членів;
- 14 асоційованих членів;
- 17 спостерігачів.[1]

### Постійні члени
- Вірменія
- Бельгія (Валлонія)
- Бенін
- Буркіна-Фасо
- Бурунді
- Камбоджа
- Камерун
- Канада
- Кабо-Верде
- Коморські Острови
- Республіка Конго
- ДР Конго
- Кот-д'Івуар
- Єгипет
- Франція
- Габон
- Греція
- Гвінея
- Гвінея-Бісау
- Екваторіальна Гвінея
- Гаїті
- Джерсі
- Юра (кантон)
- Лаос
- Ліван
- Люксембург
- Мадагаскар
- Малі
- Манітоба
- Марокко
- Маврикій
- Мавританія
- Монако
- Нігер
- Нью-Брансвік
- Нова Шотландія
- Онтаріо
- Квебек
- Сирія
- Центральноафриканська Республіка
- Румунія
- Руанда
- Сенегал
- Сейшельські Острови
- Швейцарія,
- Чад
- Того
- Туніс
- Во (кантон)
- Вануату
- Валле-д'Аоста
- В'єтнам [2]

### Асоційовані члени
- Албанія
- Альберта
- Андорра
- Болгарія
- Британська Колумбія
- Північна Македонія
- Женева
- Угорщина
- Острів Принца Едварда
- Латвія
- Молдова
- Польща
- Словаччина
- Вале (кантон)[3]

### Спостерігачі
- Боснія і Герцеговина
- Хорватія
- Грузія
- Литва
- Острів Мен
- Чехія
- Сербія
- Нью-Гемпшир
- Луїзіана
- Каталонія

- Економічне співтовариство країн Західної Африки (фр. Communauté Économique des États de l'Afrique de l'Ouest CEDEAO) (Parlement)
- Економічне та валютне співтовариство Центральної Африки (фр. Communauté économique et monétaire de l'Afrique centrale, CEMAC) (Parlement de la)
- Парламентська конфедерація Америк (англ. Parliamentary Confederation of the Americas, COPA)
- Форум франкомовних країн Європейського парламенту (фр. Forum des francophones du Parlement européen)
- Парламентська консультативна рада Бенілюксу (англ. Benelux Consultative Interparliamentary Council Benelux)
- Пан-Американський парламент (англ. Pan-African Parliament)
- Західноафриканський економічний і валютний союз (англ. Західноафриканський економічний і валютний союз, UEMOA)[4]

## Структура
До складу Парламентської асамблеї франкомовних країн входять представники парламентів і асамблей, які здійснюють законодавчу владу в країнах або спільнотах, які повністю або частково розмовляють французькою мовою. 
Органами Асамблеї є:
- Пленарна асамблея, чергові сесії якої проводяться щорічно. [Архівовано 17 вересня 2017 у Wayback Machine.] Проведено 43 сесії;
- Президія, до складу якого входять від 10 до 18 обраних членів, що представляють членів секцій, в т.ч. Голова, перший заступник Голови, заступники Голови та скарбник. Термін їх повноважень закінчується в кінці другої сесії, наступної за тією, на якій вони були обрані;
- Постійне представництво Президії;
- Генеральний секретаріат, що працює під керівництвом парламентського Генерального секретаря;
- 4 постійні комісії:
  - Комісія з питань політики, предметом діяльності якого є розгляд питань політики та верховенства права в співдружності франкомовних країн, відносини з установами франкомовної спільноти, загальні орієнтири Асамблеї, а також інші правові питання її діяльності;[5]
  - Комісія з питань освіти, комунікації та культури, що розглядає питання, пов'язані з використанням французькії мови в культурі, освіті, навчання, зв'язку, аудіовізуальних засобах масової інформації та у сфері інформаційно-комунікаційних технологій;[6]
  - Комісія з парламентських питань, яка відповідає за вивчення парламентських питань, що становлять спільний інтерес, загальних керівних принципів для міжпарламентського співробітництва, правових питань у сфері франкомовних зв'язків, прав і свобод та розвитку демократії;[7]
  - Комісія з питань співпраці і розвитку, яка розглядає питання, пов'язані з людським розвитком (здоров'я, населення та бідність), сталого розвитку (навколишнє середовище, енергетика та сільське господарство) та економічного розвитку з точки зору співробітництва, демократії та солідарності.[8]
- регіональні асамблеї, що відповідають за виконання завдань Асамблеї в конкретному регіональному контексті;
- мережа жінок-парламентаріїв.[9]

## Бюджет
Бюджет формуються за рахунок: внесків парламентів, які є її членами, субсидій Міжнародної організації франкомовних країн і Міністерства закордонних справ Франції. Бюджет затверджується Президією. У положенні про фінанси визначені форми управління фінансами Організації і вказані всі положення, що стосуються такого управління.

## Офіційні мови
Офіційною мовою АПФ є французька.

## Відносини з організаціями системи Організації Об'єднаних Націй
АПФ тісно співпрацює з декількома організаціями системи Організації Об'єднаних Націй, зокрема з:
- Дитячим фондом Організації Об'єднаних Націй (ЮНІСЕФ);
- Програмою розвитку Організації Об'єднаних Націй (ПРООН);
- Спільною програмою Організації Об'єднаних Націй з ВІЛ / СНІД (ЮНЕЙДС);
- Світовою організацією торгівлі (СОТ);
- Всесвітньою організацією охорони здоров'я (ВООЗ);
- Світовим банком.

## Публікації Асамблеї
Видається газета «Листи Парламентської асамблеї франкомовних країн»  – 6 разів на рік та інформаційний бюлетень «Parlements et Francophonie (ancienne Lettre de la Francophonie Parlementaire» [Архівовано 21 вересня 2017 у Wayback Machine.] (за 2006-2013 видано 34 випуски).